# Cratere Bach
Bach è un cratere d'impatto presente sulla superficie di Mercurio, a 69,87° di latitudine sud e 102,99° di longitudine ovest. Il suo diametro è pari a 214,29 km.
Il cratere è dedicato al compositore tedesco Johann Sebastian Bach. A sua volta il cratere dà il nome alla maglia H-15, precedentemente nota come Australia.